# Lukovo (Vranje)
Lukovo es un pueblo ubicado en el territorio de Vranje, en el distrito de Pčinja, Serbia.

## Superficie
Posee una superficie de 12,74 kilómetros cuadrados.

## Demografía
Hasta 2011 la población era de 126 habitantes, con una densidad de población de 9,887 habitantes por kilómetro cuadrado.